# Ali Chusseinov
Ali Chusseinov (* 26. Januar 1990) ist ein österreichischer Boxer tschetschenischer Herkunft. Er wurde Österreichischer Amateurmeister, startete 17-jährig seine Profikarriere und gewann die Junioren-Weltmeistertitel der GBC im Leichtgewicht, der IBF im Superfedergewicht und der WPBF im Leichtgewicht, sowie den Europameistertitel der EBF im Leichtgewicht.

## Jugend
Ali Chusseinov kam zusammen mit seinen Eltern im Jahr 2003 nach Niederösterreich, ehe 2004 sein Vater verstarb und er daraufhin mit seiner Mutter nach Villach zog, wo er dem dortigen Boxclub „The Bulldogs“ beitrat und eine Ausbildung zum Metallschlosser absolvierte. Als Amateur wurde er 2006 Internationaler Österreichischer Meister, ehe er 2007 als Profiboxer dem Verein „Power Boxing Carinthia“ in Spittal an der Drau beitrat und von Erwin Mandl gemanagt und trainiert wurde.

## Profikarriere
Am 17. Mai 2008 gewann er die Junioren-Weltmeisterschaft der GBC im Leichtgewicht, durch K.-o.-Sieg in der 9. Runde gegen den Tansanier Omari Ramadan. Am 20. Dezember 2008 gewann er den Junioren-Weltmeistertitel der IBF im Superfedergewicht, den er durch einstimmigen Punktesieg gegen den Deutsch-Syrer Bihes Barakat erhielt. Kurz nach dem Kampf wurde er jedoch positiv auf THC-Rückstände getestet und mit einer einjährigen Sperre belegt, zudem wurde der Kampf in ein „Keine Wertung“ geändert. Da er wegen der langen Sperre keine Titelverteidigung hätte bestreiten können, musste er den IBF-Titel wieder niederlegen, bestritt jedoch drei Monate später einen nach Punkten gewonnenen Boxkampf gegen den Albaner Perparim Hajdini, der wegen der Sperre ebenfalls nachträglich in ein „Keine Wertung“ revidiert wurde.
Einen Monat später wurde die Sperre frühzeitig wieder aufgehoben, er gewann bis Jahresende seine nächsten sieben Kämpfe in Folge und wurde von der European Boxing Federation zum „Kämpfer des Jahres“ gewählt. Am 28. Februar 2010 gewann er in Wien gegen Mohesen Moradian durch K. o. in Runde 11 und wurde damit neuer Europameister im Leichtgewicht der EBF und erhielt darüber hinaus den vakanten Junioren-Weltmeistertitel der WPBF.
Aufgrund einer unbedingten Freiheitsstrafe bestritt er zwischen Juli 2010 und April 2015 keinen Kampf.

## Haftbefehl
Seit Anfang 2009 stand Chusseinov im Verdacht, Anführer der in Villach berüchtigten „Boxerbande“ zu sein, die laufend für Schlagzeilen sorgte. Die Mitglieder der Bande, darunter mehrere Boxer mit tschetschenischem Migrationshintergrund, sollen von Kindern und Jugendlichen Schutzgeld erpresst haben, wer nicht zahlte, wurde verprügelt. Da die Opfer dieser Übergriffe meist aus Furcht keine Anzeigen erstatteten oder ihre Aussagen zurückzogen, konnten aus Mangel an Beweisen keine rechtlichen Schritte eingeleitet werden, was schließlich zur Gründung einer Sonderkommission führte, die sich seitdem ausschließlich auf Verbrechen dieser Bande konzentrierte.
2010 wurde Chusseinov und einige weitere mutmaßliche Bandenmitglieder vorläufig festgenommen, nachdem sie ein Opfer, das nicht zahlen konnte, festgehalten und Lösegeld von dessen Bruder gefordert haben sollen. Bis zur Aufklärung der Tat wurden die Verdächtigen jedoch wieder auf freien Fuß gesetzt, Chusseinov wurde vom Boxverband nicht gesperrt und durfte seinen Europatitel im Ring verteidigen. Selbst Landeshauptmann Gerhard Dörfler befasste sich mit den Vorfällen und reichte bereits Anträge auf Aberkennung des Asylstatus für Chusseinov und drei mutmaßliche Mittäter ein.
Im Juli 2010 wurde schließlich von der Staatsanwaltschaft ein Haftbefehl gegen Chusseinov erlassen, dem er sich durch Flucht entzogen haben soll. Er selbst gab an, nur einige Wochen in einem Trainingslager in Kroatien gewesen zu sein. Für rund 30 Straftaten, die seine Bande und er persönlich verübt haben, wurde er im Mai 2011 zu einer unbedingten Freiheitsstrafe von fünf Jahren verurteilt.